# Reasonable Doubt
| Críticas profissionais | Críticas profissionais     |
| Avaliações da crítica  | Avaliações da crítica      |
| Fonte                  | Avaliação                  |
| ---------------------- | -------------------------- |
| Allmusic               | [ 1 ]                      |
| Billboard              | (favorable)                |
| Robert Christgau       | (1-star Honorable Mention) |
| Entertainment Weekly   | (B+)                       |
| IGN                    | (7.8/10)                   |
| Los Angeles Daily News | [ 5 ]                      |
| Rolling Stone          | [ 6 ]                      |
| The Source             | 1996                       |
| The Source             | 2002                       |
| XXL                    | (XXL)                      |

Reasonable Doubt é o álbum de estreia do rapper estadunidense Jay-Z, lançado em 25 de junho de 1996 nos Estados Unidos pela Roc-A-Fella Records e pela Northwestside Records no Reino Unido. O álbum apresenta produção de DJ Premier, Ski, Irv Gotti, Knobody e Clark Kent, e tem a participação especial de cantores como Memphis Bleek, Foxy Brown, Mary J. Blige, e The Notorious B.I.G., entre outros. Similar ao Only Built 4 Cuban Linx... (1995) de Raekwon, Reasonable Doubt incorpora um tema de mafioso, enquanto também integra tópicos como traição e reminiscência.
O álbum estreou na 23ª posição da Billboard 200, onde ficou nas paradas por 18 semanas. Foi promovido com quatro singles, incluindo o sucesso na Hot 100 "Ain't No Nigga" e "Can't Knock the Hustle". Reasonable Doubt recebeu a certificação de platina pela RIAA em 2002, e vendeu 1.5 milhões de cópias até 2006 nos Estados Unidos.
Bem recebido pelos críticos desde seu lançamento, o álbum tem sido desde então considerado por escritores de música como a "coroação" de Jay-Z, "um trabalho seminal", e um "clássico indiscutível". Aparece em várias listas de melhores álbuns de publicações de música, incluindo a revista The Source, Blender, e a revista Rolling Stone, que o elegeou o 248º na sua lista dos 500 Melhores Álbuns de Todos os Tempos.

## Faixas
| #   | Canção                                           | Produtor(es)        | Samples | Duração |
| --- | ------------------------------------------------ | ------------------- | --- | ------- |
| 1   | "Can't Knock the Hustle" (feat. Mary J. Blige)   | Knobody, The Hitmen | - "Much Too Much" por Marcus Miller - "Fool's Paradise" por Meli'sa Morgan - Intro interpolates Scarface - "I Know You Got Soul" por Eric B. & Rakim | 5:17    |
| 2   | "Politics as Usual"                              | Ski                 | - "Hurry Up This Way Again" por The Stylistics | 3:41    |
| 3   | "Brooklyn's Finest" (feat. The Notorious B.I.G.) | Clark Kent          | - "Ecstasy" por The Ohio Players - "Brooklyn Zoo" por Ol' Dirty Bastard - Intro interpolates Carlito's Way                                           | 4:36    |
| 4   | "Dead Presidents II"                             | Ski                 | - "A Garden of Peace" por Lonnie Liston Smith - "The World Is Yours (Tip Mix)" por Nas - "Oh My God" por A Tribe Called Quest                        | 4:27    |
| 5   | "Feelin' It" (feat. Mecca)                       | Ski                 | - "Pastures" por Ahmad Jamal | 3:48    |
| 6   | "D'Evils"                                        | DJ Premier          | - "Go Back Home" por Allen Toussiant - "I Shot Ya" (Remix) por LL Cool J (vocals por Prodigy)                                                        | 3:31    |
| 7   | "22 Two's"                                       | Ski                 | - "Can I Kick It?" por A Tribe Called Quest | 3:29    |
| 8   | "Can I Live"                                     | Irv Gotti           | - "The Look of Love" por Isaac Hayes | 4:10    |
| 9   | "Ain't No Nigga" (feat. Foxy Brown)              | Big Jaz             | - "Seven Minutes of Funk" por The Whole Darn Family - "Ain't No Woman (Like the One I Got)" por The Four Tops                                        | 4:03    |
| 10  | "Friend or Foe"                                  | DJ Premier          | - "Hey What's That You Say" por Brother to Brother                                                                                                   | 1:49    |
| 11  | "Coming of Age" (feat. Memphis Bleek)            | Clark Kent          | - "Inside You" por Eddie Henderson | 3:59    |
| 12  | "Cashmere Thoughts"                              | Clark Kent          | - "Save Their Souls" por Bohannon | 2:56    |
| 13  | "Bring It On" (feat. Big Jaz & Sauce Money)      | DJ Premier          | - "1, 2 Pass It" por D&D All-Stars | 5:01    |
| 14  | "Regrets"                                        | Peter Panic         | - "It's So Easy Loving You" por Earl Klugh and Hubert Laws                                                                                           | 4:34    |
| 15* | "Can I Live II" (feat. Memphis Bleek)            | K-Rob               | - "Mother's Day" por 24 Carat Black | 3:57    |
| 16* | "Can't Knock the Hustle" (Fool's Paradise Remix) | Irv Gotti           | - "Much Too Much" por Marcus Miller - "Fool's Paradise" por Meli'sa Morgan                                                                           | 4:45    |

- (*) material bônus

## Créditos
| - Jay-Z - intérprete, produtor executivo - Damon Dash - produtor, produtor executivo - Kareem "Biggs" Burke - produtor executivo - Big Jaz - produtor, intérprete, mixagem - Memphis Bleek – intérprete - Notorious B.I.G. – intérprete - Sauce Money - intérprete - Mary J. Blige - vocais - Foxy Brown – intérprete - Mecca – vocais - Ski - produtor, mixagem - DJ Premier - produtor, mixagem | - Clark Kent - produtor, mixagem - DJ Irv - produtor, mixagem - Sean Cane - produtor - Dahoud - produtor - DJ Peter Panic - produtor, mixagem - Kenny Ortíz - engenharia, mixagem - Joe Quinde - engenharia, mixagem - Eddie S. - engenharia, mixagem - Carlos Bess - mixagem - Adrien Vargas - direção de arte, design - Cey Adams - trabalho de arte - Jonathan Mannion - fotografia |

## Histórico nas paradas
Álbum
| Parada (1996)               | Melhor posição |
| --------------------------- | -------------- |
| U.S. Billboard 200          | 23             |
| U.S. Top R&B/Hip Hop Albums | 3              |

Singles
| Canção                   | Parada (1996)              | Melhor posição |
| ------------------------ | -------------------------- | -------------- |
| "Ain't No Nigga"         | U.S. Billboard Hot 100     | 50             |
| "Ain't No Nigga"         | U.S. Hot R&B/Hip-Hop Songs | 17             |
| "Ain't No Nigga"         | UK Singles Chart           | 31             |
| "Can't Knock the Hustle" | U.S. Billboard Hot 100     | 73             |
| "Can't Knock the Hustle" | U.S. Hot R&B/Hip-Hop Songs | 35             |
| "Can't Knock the Hustle" | UK Singles Chart           | 30             |
| Song                     | Chart (1997)               | Peak position  |
| "Can't Knock the Hustle" | New Zealand Singles Chart  | 26             |
| "Feelin' It"             | U.S. Billboard Hot 100     | 79             |
| "Feelin' It"             | U.S. Hot R&B/Hip-Hop Songs | 46             |